# Soteriologija
Soteriologija je grana teologije koja se bavi spasenjem, osobito spasenjem kroz Isusa Krista.
U govoru o Kristovu otajstvu razlikuje se sustavno razmišljanje o osobi Isusa Krista, koje nastoji odgovoriti na pitanje: „Tko je Isus Krist“ (kristologija), od njegova djela spasenja koje nastoji odgovoriti na pitanje: „Što je Isus Krist učinio za nas“ (soteriologija). Suvremena kristologija nastoji gledati na jedinstvo između otajstva Utjelovljenja Isusa Krista i njegova otajstva Otkupljenja. Sveukupno razmišljanje o Isusu Kristu obuhvaća i kristologiju i soteriologiju kao dva nerazdjeljiva dijela.

## Etimologija
Etimološki, soteriologija označava nauk o spasenju. U kršćanskoj teologiji ona se odnosi na Isusovo ostvarenje Božjega spasiteljskog plana za čovječanstvo. Isusovo spasiteljsko djelo nije ograničeno na Utjelovljenje, već obuhvaća čitav njegov život. Među temeljnim pretpostavkama soteriologije jest ta da je čovjeku potrebno spasenje i da tu potrebu treba prepoznati. Potreba za spasenjem jest posljedica krivnje koju si je čovjek „stekao“ svojim grješnim djelima. Također, čovjek se ne može izvući iz stanja grješnosti vlastitim naporom, već mu je potrebna Božja moć.

## Spasenje u Svetom pismu
Već na početku Svetog pisma Bog se objavljuje kao „Osloboditelj“ i „Spasitelj“. On vidi nevolje svog naroda i vodi ga prema slobodi (usp. Izl 1,1 – 15,21). Ishodišna točka u poimanju spasenja cjelokupnog kršćanstva jest Knjiga Izlaska u kojoj je opisano oslobođenje izraelskog naroda iz egipatskog ropstva. U Starom zavjetu uočljiva je socijalno – politička crta „oslobođenja“. Starozavjetni proroci poput Izaije, Jeremije, Amosa i Miheja snažno osuđuju vjeru i pobožnost koje su odvojene od socijalnih potreba bližnjega. U Novom zavjetu Isus upotpunjuje proročka obećanja o oslobođenju. Kad god Sveto pismo govori o dolasku Sina Božjega na svijet, ono mu pripisuje otkupljenje ili spasenje ljudskog roda kao svrhu. Evanđelja prikazuju Isusa Krista kao onoga koji dolazi spasiti čovječanstvo oslobađajući ga od grijeha. To se nazire već u samom imenu Isus koje označava Boga Spasitelja. Sam Krist objašnjava kako je došao na svijet kako bi ga otkupio: „Sin Čovječji je došao potražiti i spasiti izgubljeno“ (Lk 19,10). O tome također progovaraju Pavlove i Ivanove poslanice: „Ali kada dođe punina vremena, posla Bog svoga Sina, rođena od žene, rođena pod Zakonom, da otkupi podložnike Zakona, da primimo posinjenje“ (Gal 4,4-5); „U ovome se sastoji ljubav: nismo mi ljubili Boga, nego je on ljubio nas i poslao Sina svoga kao žrtvu pomirnicu za naše grijehe“ (1 Iv 4,10).

## Oslobođenje/spasenje
Predaja sadržaj Kristova djela naziva „spasenje“ ili „otkupljenje“, no prikladniji izraz bi bio „oslobođenje“. Mala je razlika između pojmova spasenje i oslobođenje. „Spasenje“ podsjeća na prijetnju koju se želi izbjeći, a „oslobođenje“ se odnosi na zlo koje je prisutno i od kojega se želi izbaviti. U Kristovu djelu su prisutna oba gledišta jer on izvlači ljudski rod iz opasnosti da izgubi svoje vječno predodređenje, koja zarobljuje čovječanstvo, a s druge strane Krist oslobađa čovječanstvo od njegova stanja i pruža mu spas za budućnost. Izraz „otkupljenje“ naglašava smisao otkupnine. Hebrejski pojmovi ga-al i padah su oznake oslobođenja s protuuslugom; grčki lytrosis i apolutrosis označavaju „oslobođenje posredstvom otkupnine“. Otkupnina naglašava vrijednost oslobođenja. U staro je doba bio običaj osloboditi robove plaćanjem određene cijene - otkupnine. U današnje se doba izbavljenje i oslobođenje shvaćaju kao ono što se nekada označavalo izrazom „otkupljenje“. U biblijskom govoru u vrijeme prije Krista, grčka riječ „otkupljenje“ je često gubila odnos s otkupnom cijenom i označavala je „oslobođenje“. Ali Kristovo je djelo vratilo punu vrijednost prvom smislu oslobođenja cijenom ili otkupninom. Isus je izraz „otkupnina“ (lytron) upotrijebio kako bi označio zadaću koju treba ispuniti, te je time naglasio dogmatski vid oslobođenja. Spasenje se može shvatiti kao oslobođenje „od nečega“, što bi uključivalo oslobođenje od grijeha i krivnje, od egzistencijalnih tjeskoba, od tjeskoba povezanih s problemom smrti, od žalosti, očaja, nezadovoljstva s bližnjim i Bogom, od nedostatka slobode, ljubavi... Također može se shvatiti kao oslobođenje „za nešto“, koje je oslobođenje za slobodu, pravdu, mir među ljudima i s Bogom, za ljubav i nadu, za sve što je dobro i vrijedno.

## Temeljno oslobođenje
Evanđelja daju jasnu poruku po kojoj je Kristovo djelo, prvotno, oslobođenja duhovne naravi; to je oslobođenje ljubavi. Bez unutarnjeg oslobođenja ne vrijede ikakva druga oslobođenja. Ako bi i došlo do novoga socijalnoga ili političkog ustrojstva, a ne bi došlo do unutarnje promjene čovjeka, do oslobođenja od njegovog egoizma, on bi i dalje nastavio izrabljivati druge. Duhovno oslobođenje je neophodno jer ono oslobađa čitavog čovjeka, a ne samo neki njegov dio. Takvo oslobođenje prvenstveno oslobađa čovjeka u onom najunutarnijem, u odnosu s Bogom. Grijeh uništava sklad između Boga i čovjeka, te između samih ljudi, a Isus je došao svojim otkupiteljskim djelom vratiti čovjeka njemu samome tako što mu poništava grijeh i ponovno uspostavlja povezanost s Bogom. S obzirom na to da oslobođenje utječe na sva područja čovjekova postojanja, tako ono utječe i na psihološko oslobođenje u kojemu je čovjek oslobođen od straha i nemira. Također je riječ i o socijalnom i političkom oslobođenju u kojemu se mora očitovati u društvenim odnosima udovoljavanje zahtjevima pravde i ljubavi, te sve više isključivanje izrabljivanja i tlačenja. Kristovo oslobođenje jest sveopće, ono obuhvaća čitavu ljudsku zajednicu. On je oslobodio čovječanstvo od svih podjela. Kristovo oslobođenje oslobađa čovjeka čineći ga dionikom Božje slobode.

## Vanjske poveznice
- Marijan Valković: Spasenje i oslobođenje u: Bogoslovska smotra, 52(1983.) 4, 536-555.]